# Hauptpost Detmold
Die Hauptpost Detmold ist ein denkmalgeschützter Profanbau in Detmold im Kreis Lippe (Nordrhein-Westfalen).

## Geschichte

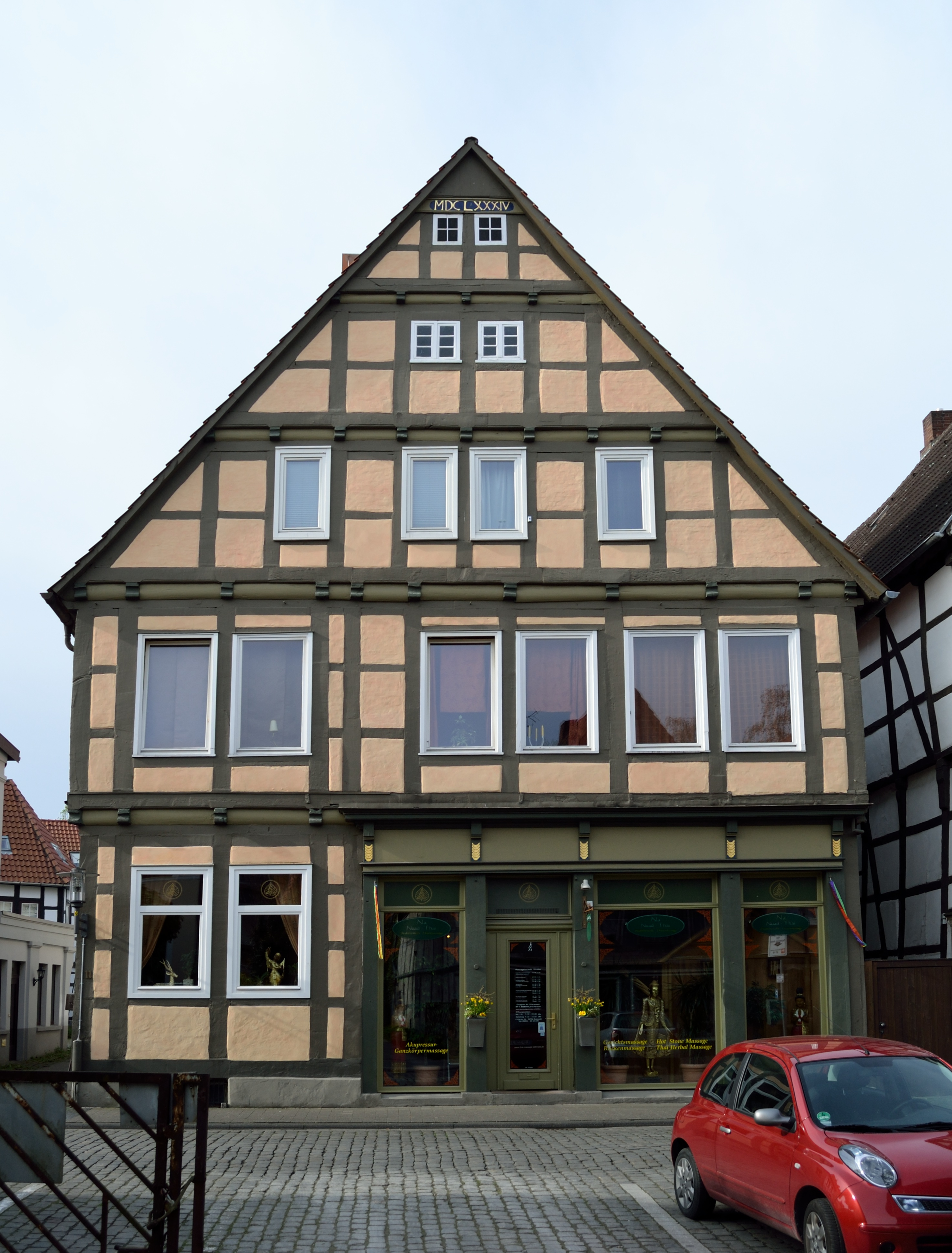
Postgebäude von 1827 bis 1890

Spätestens seit Mitte des 17. Jahrhunderts gehörte Detmold zur Kaiserlichen Reichspost der Familie Thurn und Taxis und unterhielt eine Reitpost-Verbindung nach Köln. Vermutlich seit 1827 befand sich das Postgebäude in einem 1684 erbauten Fachwerkhaus in der Exterstraße.
Ab 1870 wurde in Detmold mit der Planung des Kaiser-Wilhelm-Platzes begonnen. Nordwestlich der historischen Stadtmauern sollte hier ein neues, großzügig gestaltetes Zentrum mit städtischen und landesherrlichen Ämtern entstehen. Nachdem an der Südseite des Platzes bereits das Landgericht und die Fürstlich-Lippische Landesspar- und Leihekasse entstanden waren, wurde in den Jahren 1888 bis 1890 nördlich des Platzes das Reichspostgebäude nach einem Entwurf des Detmolder Stadtbaumeisters Karl Leopold Petri errichtet.
In den Jahren 1927/28 erfolgte eine Erweiterung entlang der Bismarckstraße für das Fernmeldeamt und die Paketabfertigung. Anders als das Hauptgebäude ist dieser Flügel in Backsteinbauweise bewusst sachlich gehalten.

## Architektur
Beim Altbau handelt es sich um einen massiven Backsteinbau im Stil der Neorenaissance. Der Sockel besteht aus bossiertem Sandstein. Die Fassade ist reich gegliedert mit Werksteinen an den Risaliten. An der Ecke Bismarck-/Paulinenstraße befindet sich der von Säulen eingefasste und mit einem Dreiecksgiebel überdachte Haupteingang. Der leicht hervorspringende Eckturm ist mit einem kuppelartigen Metalldach gedeckt, darauf ein Fahnenmast. Die beiden ursprünglichen Gebäudeflügel sind symmetrisch angeordnet, mit jeweils sieben Fensterachsen und Risaliten an beiden Seiten. In den Risaliten im Obergeschoss Doppelfenster mit Dreiecksgiebeln. Die jeweils mittleren fünf Fensterachsen werden im schiefergedeckten Dach durch Gauben mit Pyramidendach und Turmkugel abgeschlossen.
Im Gebäudeinneren sind noch die schmiedeeisernen Geländer im Treppenhaus erhalten, zudem teilweise Türen sowie die Fenster.
Der Erweiterungsbau von 1927/28 ist ein zweigeschossiger Klinkerbau mit hohem Dachgeschoss und sieben Fensterachsen. Die Fassadengliederung ist zurückhaltend gestaltet mit Ziermauerwerk. Im ebenfalls schiefergedeckten Walmdach verläuft über die fünf mittleren Fensterachsen eine durchgehende Reihengaube.
In den 1950er Jahren entstanden weitere Anbauten im Hof und entlang der Bismarckstraße sowie Umbauten im Erweiterungsbau von 1928, die nicht Teil des Denkmals sind.